# L'Olívia i el terratrèmol invisible
L'Olívia i el terratrèmol invisible és una pel·lícula d'animació de comèdia dramàtica de 2024 dirigida per Irene Iborra i basada en el llibre La pel·lícula de la vida (2017) de Maite Carranza. S'ha definit com el primer llargmetratge d'animació en català fet íntegrament amb la tècnica de stop-motion. Es tracta d'una coproducció entre companyies d'Espanya, França, Bèlgica i Xile.

## Sinopsi
Després de ser desnonats, l'Olivia, el seu germà petit Tim i la seva mare Íngrid ocupen un apartament buit en un barri perifèric. L'Íngrid, de naturalesa optimista, perd tota la seva energia, i l'Olivia es veu obligada a ocupar el seu lloc cuidant Tim. Per amagar la por i protegir el seu germà de la dura realitat, l'Olivia s'inventa que estan rodant una pel·lícula. Tot i això, la invenció ideada per protegir-los també li causa angoixa, i li genera uns terratrèmols estranys en què cau sense fi. Però aviat s'anirà formant una família-comunitat molt especial que l'ensenyarà a aixecar-se després de les caigudes i a navegar les adversitats. Perquè no sempre podem controlar el que ens passa, però sí que podem escollir la manera de viure-ho.